# Ronde van Frankrijk 2021/Negende etappe
De negende etappe van de Ronde van Frankrijk 2021 werd verreden op 4 juli met start in Cluses en finish in Tignes.

## Verloop
De Alpenetappe met een beklimming van de buitencategorie en twee van de eerste categorie werd verreden in de stromende regen.
De eerste ontsnappers die serieuze voorsprong kregen waren Davide Ballerini en Harry Sweeny, maar kort voor de top van de Côte de Domancy, de eerste klim van de dag, werden ze teruggehaald. Na de top openden Pierre Latour en Daniel Martin de aanval. Hierna ontstonden diverse groepen waarbij onder meer Sonny Colbrelli actief was, wat uiteindelijk tot een grote kopgroep van circa 40 man leidde, die 1 minuut kreeg op de favorietengroep met Tadej Pogačar. Zes man gingen uit de kogroep vooruit om de tussensprint te bevechten, die gewonnen werd door Colbrelli voor Michael Matthews.
In de beklimming van de Col des Saisies ontsnapten aanvankelijk Nairo Quintana, Michael Woods en Omar Fraile, maar ze werden weer ingerekend waarna Wout Poels in de aanval ging. Achter hem volgde een groep geleid door Woods, waaruit Nairo Quintana ontsnapte en op de top Poels bijhaalde. In de afdaling reed Quintana weg bij Poels en zakte Poels terug in de achtervolgende groep, die verder bestond uit Woods, Ben O'Connor, Sergio Higuita en Lucas Hamilton. Het peloton groeide ondertussen weer sterk.
In de beklimming van de Col du Pré, de eerste klim van de buitencategorie in de Ronde, werd Quintana teruggepakt door de achtervolgers waarna Poels en Woods de aansluiting verloren. Woods en later ook Poels wisten uiteindelijk toch terug te keren in de groep, maar korte tijd later moest Poels alweer lossen. Twee minuten achter hen reed een groep van zesentwintig rijders die was overgebleven van de overgebleven kopgroep, waaruit Sepp Kuss ontsnapte en een groepje meekreeg. Hamilton moest de kopgroep ook laten gaan. Quintana viel aan; Woods kon aanvankelijk volgen, maar moest na een volgende versnelling Quintana laten gaan.
In de afdaling en de snelvolgende beklimming van de Cormet de Roselend dichtten eerst Higuita en daarna O'Connor het gat naar Quintana, waarna Higuita bij de andere twee wegreed, maar door O'Connor weer werd teruggehaald. Op de top waren ze bijna tweeënhalve minuut voor op Woods, die korte tijd later door de achtervolgende groep werd bijgehaald. In de afdaling losten Higuita en Quintana de Australiër.
In de laatste klim, de Montée de Tignes, kwam O'Connor terug bij Higuita en Quintana. Korte tijd later kwam Quintana bijna tot stilstand en reden Higuita en O'Connor snel weg van hem. Later reed O'Connor ook weg bij Higuita en reed snel weg bij de beide Colombianen, terwijl de favorietengroep met Pogačar op ruime achterstand (7 minuten) overblijfselen van de kopgroep bijhaalde. Van deze groep reed na een aanval ingezet door Guillaume Martin, Mattia Cattaneo vooruit. Bij de favorieten waren het tot dit moment de ploeggenoten van Pogačar die het peloton leidden, maar nadat de laatste daarvan wegviel, nam Geraint Thomas in dienst van Richard Carapaz het roer over. Carapaz viel aan, waardoor de groep verder uitdunde, maar kreeg een tegenaanval van Pogačar te verwerken die niemand kon pareren. In de laatste kilometers pakte hij nog dertig seconden op de rest van de klassementsrenners.

## Uitslag
| Cluses – Tignes (144,9 km) |                  |                       |          |
| Plaats                     | Naam             | Ploeg                 | Tijd     |
| 1                          | Ben O'Connor     | AG2R-Citroën          | 4u26'43" |
| 2                          | Mattia Cattaneo  | Deceuninck–Quick-Step | + 5'07"  |
| 3                          | Sonny Colbrelli  | Bahrain-Victorious    | + 5'34"  |
| 4                          | Guillaume Martin | Cofidis               | + 5'36"  |
| 5                          | Franck Bonnamour | B&B Hotels p/b KTM    | + 6'02"  |
| 6                          | Tadej Pogačar    | UAE Team Emirates     | z.t.     |
| 7                          | Richard Carapaz  | INEOS Grenadiers      | + 6'34"  |
| 8                          | Jonas Vingegaard | Team Jumbo-Visma      | z.t.     |
| 9                          | Enric Mas        | Movistar Team         | z.t.     |
| 10                         | Rigoberto Urán   | EF Education-Nippo    | z.t.     |
|                            |                  |                       |          |
| 13                         | Wilco Kelderman  | BORA-hansgrohe        | + 6'47"  |
| 25                         | Jasper Stuyven   | Trek-Segafredo        | + 11'15" |

| Algemeen klassement |                   |                     |           |
| Plaats              | Naam              | Ploeg               | Tijd      |
| Gele trui           | Tadej Pogačar     | UAE Team Emirates   | 34u11'10" |
| 2                   | Ben O'Connor      | AG2R-Citroën        | + 2'01"   |
| 3                   | Rigoberto Urán    | EF Education-Nippo  | + 5'18"   |
| 4                   | Jonas Vingegaard  | Team Jumbo-Visma    | + 5'32"   |
| 5                   | Richard Carapaz   | INEOS Grenadiers    | + 5'33"   |
| 6                   | Enric Mas         | Movistar Team       | + 5'47"   |
| 7                   | Wilco Kelderman   | BORA-hansgrohe      | + 5'58"   |
| 8                   | Aleksej Loetsenko | Astana-Premier Tech | + 6'12"   |
| 9                   | Guillaume Martin  | Cofidis             | + 7'02"   |
| 10                  | David Gaudu       | Groupama-FDJ        | + 7'22"   |
|                     |                   |                     |           |
| 14                  | Dylan Teuns       | Bahrain-Victorious  | + 20'54"  |

## Nevenklassementen
| Puntenklassement |                  |                       |        |
| Plaats           | Naam             | Ploeg                 | Punten |
| Groene trui      | Mark Cavendish   | Deceuninck–Quick-Step | 168    |
| 2                | Michael Matthews | Team BikeExchange     | 130    |
| 3                | Sonny Colbrelli  | Bahrain-Victorious    | 121    |

| Bergklassement |                |                        |        |
| Plaats         | Naam           | Ploeg                  | Punten |
| Bolletjestrui  | Nairo Quintana | Arkéa-Samsic           | 50     |
| 2              | Michael Woods  | Israel Start-Up Nation | 42     |
| 3              | Wout Poels     | Bahrain-Victorious     | 39     |

| Jongerenklassement |                  |                   |           |
| Plaats             | Naam             | Ploeg             | Tijd      |
| Witte trui         | Tadej Pogačar    | UAE Team Emirates | 34u11'10" |
| 2                  | Jonas Vingegaard | Team Jumbo-Visma  | + 5'32"   |
| 3                  | David Gaudu      | Groupama-FDJ      | + 7'22"   |

| Ploegenklassement |                    |            |
| Plaats            | Ploeg              | Tijd       |
|                   | Bahrain-Victorious | 102u51'07" |
| 2                 | AG2R-Citroën       | + 18'04"   |
| 3                 | INEOS Grenadiers   | + 27'33"   |
| 4                 | Astana Pro Team    | + 34'01"   |
| 5                 | EF Education-Nippo | + 42'38"   |

## Opgaves
- Bryan Coquard (B&B Hotels p/b KTM): Buiten tijd binnengekomen
- Stefan de Bod (Astana-Premier Tech): Buiten tijd binnengekomen
- Jasper De Buyst (Lotto Soudal): Afgestapt tijdens de etappe
- Anthony Delaplace (Arkéa Samsic): Buiten tijd binnengekomen
- Arnaud Démare (Groupama-FDJ): Buiten tijd binnengekomen
- Nic Dlamini (Team Qhubeka NextHash): Buiten tijd binnengekomen
- Jacopo Guarnieri (Groupama-FDJ): Buiten tijd binnengekomen
- Tim Merlier (Alpecin-Fenix): Afgestapt tijdens de etappe
- Nans Peters (AG2R-Citroën): Afgestapt tijdens de etappe
- Mathieu van der Poel (Alpecin-Fenix): Niet gestart om zich voor te bereiden op de Olympische mountainbikerace
- Primož Roglič (Team Jumbo-Visma): Niet gestart aan de verwondingen na een val in de derde etappe
- Loïc Vliegen (Intermarché-Wanty-Gobert Matériaux): Buiten tijd binnengekomen

1e etappe ·
2e etappe ·
3e etappe ·
4e etappe ·
5e etappe ·
6e etappe ·
7e etappe ·
8e etappe ·
9e etappe ·
10e etappe ·
11e etappe ·
12e etappe ·
13e etappe ·
14e etappe ·
15e etappe ·
16e etappe ·
17e etappe ·
18e etappe ·
19e etappe ·
20e etappe ·
21e etappe
Startlijst · Eindstanden · Afbeeldingen